# Anthocoris tristis
Anthocoris tristis är en insektsart som beskrevs av Van Duzee 1921. Anthocoris tristis ingår i släktet Anthocoris och familjen näbbskinnbaggar. Inga underarter finns listade i Catalogue of Life.